# Newzealandia somersii
Newzealandia somersii är en plattmaskart som först beskrevs av Arthur Dendy 1896.  Newzealandia somersii ingår i släktet Newzealandia och familjen Geoplanidae. Inga underarter finns listade i Catalogue of Life.